# Triade de Wing
La triade de Wing, aussi appelée Wing triad of impairments ou triad of impairments (traduit en français par triade autistique) se réfère à un ensemble de caractéristiques cliniques utilisées afin de définir plusieurs niveaux de handicap propres aux personnes autistes.
Elle a été élaborée au cours de diverses études initiées par Lorna Wing et son équipe, dans lesquelles il a été observé qu'il n'existait pas de limite clairement établie entre autisme typique, autisme atypique, et d'autres parties du spectre de l'autisme (voir syndrome d'Asperger).
La pertinence de la triade autistique a été remise en question par les découvertes génétiques en matière d'autisme, incluant la possibilité d'une « triade fractionnée » (voir Francesca Happé) et la mise en évidence de particularités sensorielles initialement absentes.
La triade de Wing a été définie initialement comme un trouble des relations sociales, un trouble de la communication sociale ainsi qu'un trouble de l'imagination sociale.

## Histoire du concept

### Origines
Dans l'étude de Camberwell dont les résultats ont été disponibles en 1979, et qui s'est attachée à examiner 913 enfants dans le district de Camberwell près de Londres, l'équipe de Wing a remarqué que certains enfants ne remplissaient pas exactement les critères définis par Léo Kanner pour l'autisme.
Elle en tire l'idée d'une absence de limites précises entre l'autisme classique (voir autisme infantile) et les autres parties du spectre de l'autisme, plus tard définies comme syndrome d'Asperger ou autisme de haut niveau. Il est observé qu'une intelligence dans la moyenne ou au-dessus de la moyenne s'accompagne de progrès sur la durée, avec davantage d'interactions sociales et verbales remplaçant les routines dirigées vers les objets. Ainsi, la manière dont le spectre de l'autisme est représentée à travers diverses présentations cliniques dépend fortement de la capacité cognitive de l'individu.
Ce qui relie les symptômes présents dans cette même triade est la nécessité d'un programme quotidien et adapté aux besoins de l'enfant.

### DSM-IV
Le DSM-IV se réfère de façon catégorique à la triade autistique, portant cette fois sur le trouble de la relation sociale, le trouble de la communication sociale et les comportements répétitifs et stéréotypés.

### DSM-V
Le retrait des sous-groupes et de la triade autistique dans les critères du DSM-V ont été discutés par Wing, Judith Gould ainsi que Christopher Gillberg. Ceux-ci estiment que la notion de spectre est davantage associée à la réalité des situations cliniques de l'autisme que la répartition en sous-groupes, cependant ils en appellent à une brève description des critères propres à deux conditions :
- le syndrome d'Asperger, qui correspond à un ensemble de déficits associés à la triade, mais avec une bonne capacité d'adaptation sur le plan des performances cognitives et verbales. Il est suggéré que ces enfants aient pu avoir progressé par rapport à une ancienne description clinique correspondant à l'autisme classique, et que les observations typiques au syndrome d'Asperger puissent les aider à obtenir une aide adaptée à leur situation actuelle, et non à leur situation passée[1] ;
- le trouble désintégratif de l'enfance, considéré comme se référant à des individus dont le développement était considéré comme normal jusqu'à environ deux ans d'âge, pour se détériorer ensuite. L'utilité de cette classification est d'indiquer que des particularités subtiles de comportement, pouvant être référées à la triade, étaient susceptibles d'être observées au cours du développement précoce de l'enfant, et nécessiteraient l'aide d'un professionnel afin d'être clarifiées devant les parents[1].

## Le modèle DISCO
Le modèle de l'entretien diagnostique pour les troubles sociaux et de communication (DISCO) a été créé par Wing et Gould en 2002. Il est considéré comme un précurseur des éléments dimensionnels (et non catégoriels) présents dans les critères d'évaluation diagnostiques du DSM-V. Il est question de se baser sur un entretien et non sur une liste de critères à remplir, et d'observer l'individu de manière qualitative pour chacune des particularités mises en avant par la triade.

## Anecdote
Lorna Wing considérait le trouble de l'imagination sociale comme une partie importante de la triade autistique, et regrettait son absence dans le DSM-IV. Elle envisageait cette partie de la triade comme l'inaptitude à penser les conséquences de ses actions sur le plan social.

### Publications scientifiques
- L. Wing, J. Gould, Severe impairments of social interaction and associated abnormalities in children: epidemiology and classification, Journal of autism and developmental disorders, 9 mars 1979 PMID 155684
- A. Cashin, D.A. Sci, P. Barker, The triad of impairment in autism revisited, Journal of child and adolescent psychiatry nursing, 22 novembre 2009, PMID 19930299, DOI 10.1111/j.1744-6171.2009.00198